# Alloxacis seymourensis
Alloxacis seymourensis es una especie de coleóptero de la familia Oedemeridae.

## Distribución geográfica
Habita en las Islas Galápagos (Ecuador).